# Wera Engels
Wera Engels, auch Vera Engels (* 12. Mai 1904 in Kiel; † 16. November 1988 in Denklingen) war eine deutsch-britische Schauspielerin.

## Leben
Die Tochter eines Marineoffiziers lebte bis zu ihrer Einschulung 1909 in der deutschen Kolonie Tsingtau und in Japan. Danach verbrachte sie ihre Kindheit in Wiesbaden. 1926 erhielt sie auf Anhieb eine Hauptrolle in dem Filmdrama Mädchenhandel.
Mit Beginn des Tonfilmzeitalters konnte sie aufgrund ihrer ausgezeichneten Französisch- und Englischkenntnisse ihre Karriere entscheidend ausbauen. Durch ihre Eheschließung war sie seit 1928 britische Staatsbürgerin. 1932 ging sie nach Hollywood, wo sie einen Vertrag mit der Filmgesellschaft RKO abschloss.
Ihre Ankunft wurde von der Fachpresse mit Interesse zur Kenntnis genommen, wenn auch gewisse Zweifel blieben, ob Engels tatsächlich das Zeug zum Star habe.
Engels wirkte dann auch in einigen Hollywoodproduktionen mit, darunter 1934 in Gefährliche Grenze an der Seite von Erich von Stroheim, allerdings handelte es sich nur um B-Filme. Der erhoffte Durchbruch gelang ihr nicht, und so kehrte sie 1935 nach Deutschland zurück.
Hier agierte sie noch einmal in zwei Filmen und emigrierte danach nach Amerika. In Hollywood heiratete sie den litauischen Schauspieler Ivan Lebedeff. Nach dessen Tod 1953 kam sie wieder nach Deutschland. Mit einem Kurzauftritt in der Filmkomödie Fast ein Held beendete sie ihre Filmkarriere.
Wera Engels' Urne wurde Ende Dezember 1988 auf dem Friedhof Forest Lawn in Los Angeles im Grab von Mary Pickford (1892–1979) beerdigt.

## Filmografie
- 1926: Mädchenhandel – Eine internationale Gefahr
- 1927: Lützows wilde verwegene Jagd
- 1927: Hast du geliebt am schönen Rhein?
- 1928: Das Spreewaldmädel
- 1928: Befehl zur Ehe
- 1928: The Streets of London
- 1930: Le parfum de la dame en noir
- 1930: L' anglais tel qu'on le parle
- 1930: Der Greifer
- 1931: Kinder des Glücks
- 1932: Der Hexer
- 1932: Lumpenkavaliere
- 1933: The Great Jasper
- 1934: Gefährliche Grenze (Fugitive Road)
- 1935: Sweepstakes Annie
- 1935: Together We Live
- 1935: Hongkong Nights
- 1935: The Great Impersonation
- 1936: Stjenka Rasin
- 1937: Man spricht über Jacqueline
- 1967: Fast ein Held